# Torre poliedrica
La torre poliedrica è una delle torri perdute della cinta muraria di Kitaj-gorod. Si trovava nella Piazza Vecchia.
Fu costruita tra il 1535 e il 1538, come l'intera cinta muraria di Kitaj-gorod. Era una torre rotonda in mattoni rossi con angoli sfaccettati. Negli anni '20 il muro fu restaurato e in quell'occasione la torre ricevette una tenda. Nel 1934 venne demolita insieme a gran parte del muro di Kitaj-gorod.

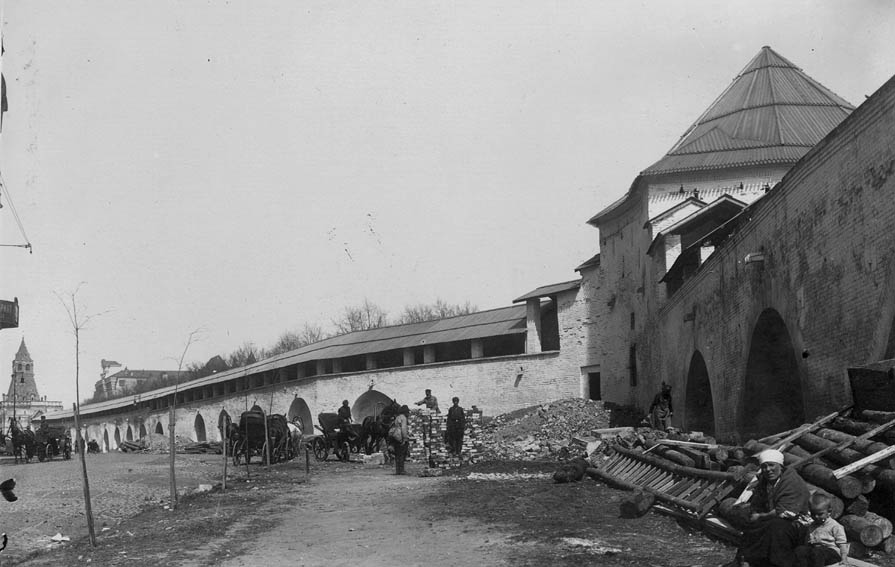
Restauro del muro di Kitaj-gorod negli anni '20. Vista dall'interno delle mura. È visibile la torre poliedrica con la tenda.

Nell'era post-sovietica, la parte orientale di Kitaj-gorod ospitava l'amministrazione presidenziale russa, che voleva recintarsi con un nuovo muro. Inizialmente si progettava di restaurare le vecchie mura nel tratto compreso tra le porte Varvarskje e Ilyinskje con la Torre Poliedrica, la cui base era conservata nel terrapieno. Tuttavia, durante la discussione, prevalse l'opinione che questo muro sarebbe stato “un evidente rifacimento”, e quindi si decise di limitarlo ad una recinzione metallica leggera nello stile della seconda metà del XIX secolo. Nell’autunno del 2011, è iniziata l’installazione di recinzioni attorno agli edifici amministrativi, il che ha suscitato preoccupazioni tra l'associazione di volontari Archnadzor e altri attivisti circa l’accesso limitato ai monumenti storici di Kitaj-gorod dopo la fine della giornata lavorativa dell’amministrazione alle 17:00. Secondo il servizio federale di protezione, questa recinzione “rappresenterà una sorta di riferimento simbolico al muro di Kitaj-Gorod”.

## Letteratura
- Romanyuk S.K. Mosca. Kitay-gorod: Guida.. - M .: ANO IC "Moskvovedenie"; JSC "Libri di testo di Mosca", 2007. - 320 pagine (Nuova guida di Mosca).